# Агиотопоним
Агиотопоним — топоним, образованный от любого агионима — имени святого (от др. -греч. ἅγιος «святой», «благочестивый», «праведный»).
Разряд топонимов, где в качестве основы для образования собственного имени географического объекта используются имена святых (агиоантропотопонимы), теонимы или названия церковных праздников (агиохронотопонимы).

## Примеры
Село Никольское, город Борисоглебск, Сергиев Посад, Санкт-Петербург, улица Якиманка (свв. Иоаким и Анна), город Троицк, город Благовещенск, улица Воздвиженка (в честь праздника Воздвижения Честного и Животворящего Креста Господня), улица Сретенка (в честь праздника Сретения Господня) и т. д.
И. В. Бугаева приводит пример вторичного наименования объекта по уже существующему агиотопониму: город Святогорск назван по Свято-Успенской святогорской лавре, которая в свою очередь названа в честь Святой горы Афон.